# Heliconia episcopalis
Heliconia episcopalis Vell. es una especie de planta fanerógama perteneciente a la familia Heliconiaceae.

## Descripción
Es una planta herbácea erecta que crece normalmente menos de 7 a 20 cm de altura, nativa de la selva amazónica, principalmente Colombia, Venezuela, Guyana, Guayana Francesa, Surinam, Brasil, Ecuador y Perú en América del Sur.

## Usos
Es una popular planta ornamental de regiones cálidas con clima húmedo.

## Taxonomía
Heliconia episcopalis fue descrita por  José Mariano da Conceição Vellozo y publicado en Florae Fluminensis, seu, Descriptionum plantarum parectura Fluminensi sponte mascentium liber primus ad systema sexuale concinnatus 107, 3, t. 22. 1827.
Sinonimia
- Heliconia thyrsoidea Mart. ex Petersen
- Heliconia biflora Eicheler ex Petersen
- Bihai episcopalis (Vell.) Kunze
- Bihai ferdinando-coburgi (Szyszyl. ex Wawra) Kuntze
- Heliconia ferdinando-coburgi Szyszyl. ex Wawra[3]